# Vlag van Peleliu

Vlag van Peleliu

De vlag van Peleliu is blauw met een gele vogel met daarboven vijf gele sterren en staat boven een rode rol met het zwarte opschrift state of peleliu. Op de vlag staat de inheemse vogel belochel. Het blauw staat voor de oceaan en de vijf sterren staan voor de vijf gehuchten van Peleliu.